# Georges Becker
Georges Becker ( 7 de febrero de 1905 , Belfort - 10 de septiembre de 1994 , Montbéliard), fue un micólogo francés. Fue diputado del Doubs de 1958 a 1967.

## Biografía
Nacido en una familia de comerciantes, estudió en Lyon, en la Facultad de Letras y Conservatorio. En 1927, comenzó la carrera de profesor de enseñanza media en Mirecourt. Colaboró también en la revista L'Est républicain.
En 1934, fue nombrado en el Colegio Cuvier de Montbéliard. En 1953, sostiene en la Universidad de Besançon su tesis titulada Observations sur l'Ecologie des Champignons supérieurs (publicada en 1956).
Desde el comienzo de la guerra se unió a la resistencia; y después de ella, fue profesor en Altkirch hasta 1958 donde sus viejos amigos lo presionaron para una carrera política. Así fue elegido Doubs diputado, entre 1958 y 1967 bajo el lema Unión para la Nueva República (UNR).

## Honores
- Presidente de la Société mycologique de France.

### Epónimos
Descubrió una Amanita nombrada beckeri en su honor.

## Algunas publicaciones
- L'Alsace-Lorraine: réassimilation, réintégration, défense. 1927. Ed. Berger-Levraul. 36 pp.
- Le livre des messages. Montbéliard : Billerey, 1941
- Ulysse et Climène, contes en patois de Montbéliard. Montbéliard, 1949
- Stations mycologiques curieuses. 1951
- La vie privée des Champignons, con prefacio de Roger Heim, Stock 1952, reeditado en 1975. 202 pp.
- Sur le terrain et dans les livres. 1953
- Les champignons et nous. Nº 7 de Revue de mycologie: Mémoire hors-série
- Observations sur l'écologie des champignons supérieurs. Ed. P. Carrere. 128 pp.
- La Mycologie et ses corollaires : une philosophie des sciences naturelles. Volumen 4 de Recherches interdisciplinaires. París, 1974. 242 pp. ISBN 2224000774
- Les Champignons savoureux et dangereux. París, 1978. 63 pp.
- Champignons de Franche-Comté : au fil des saisons. Ingersheim, 1980
- Le Jardinage: fleurs, fruits, légumes. Ed. Mondo. 253 pp. Con David Carr, Harry George Witham Fogg
- Champignons. París, 1983
- Pièges et curiosités des champignons. 1985. 283 pp. Con Guy Fourré
- Regards. Belfort-Montbéliard. 1990
- Les Minimes. Montbéliard, 1992
- Setas. Ed. Bohumil Vančura. 1992. 223 pp. ISBN 8430572805

- La abreviatura «G.Becker» se emplea para indicar a Georges Becker como autoridad en la descripción y clasificación científica de los vegetales.[1]